# 3608 Kataev
3608 Kataev eller 1978 SD1 är en asteroid i huvudbältet som upptäcktes den 27 september 1978 av den ryska astronomen Ljudmila Tjernych vid Krims astrofysiska observatorium på Krim. Den har fått sitt namn efter författaren Valentin Katajev.